# Иванов, Иван Иванович (партийный деятель)
Иван Иванович Иванов (1904—1976) — советский хозяйственный, государственный и политический деятель.

## Биография
Родился в 1904 году в Рязани. Член ВКП(б) с 1927 года.
С 1929 года — на хозяйственной, общественной и политической работе. В 1929—1958 гг. — техник, преподаватель, заведующий учебной частью специальной школы по подготовке железнодорожных кадров в Рязани, секретарь комитета ВКП(б) Рязанского железнодорожного узла, секретарь, 2-й секретарь Рязанского городского комитета ВКП(б), 
2-й секретарь Рязанского областного комитета ВКП(б), 1-й секретарь Фрунзенского городского комитета КП Киргизской ССР.
Умер в 1976 году в Душанбе.